# Zachary Scott

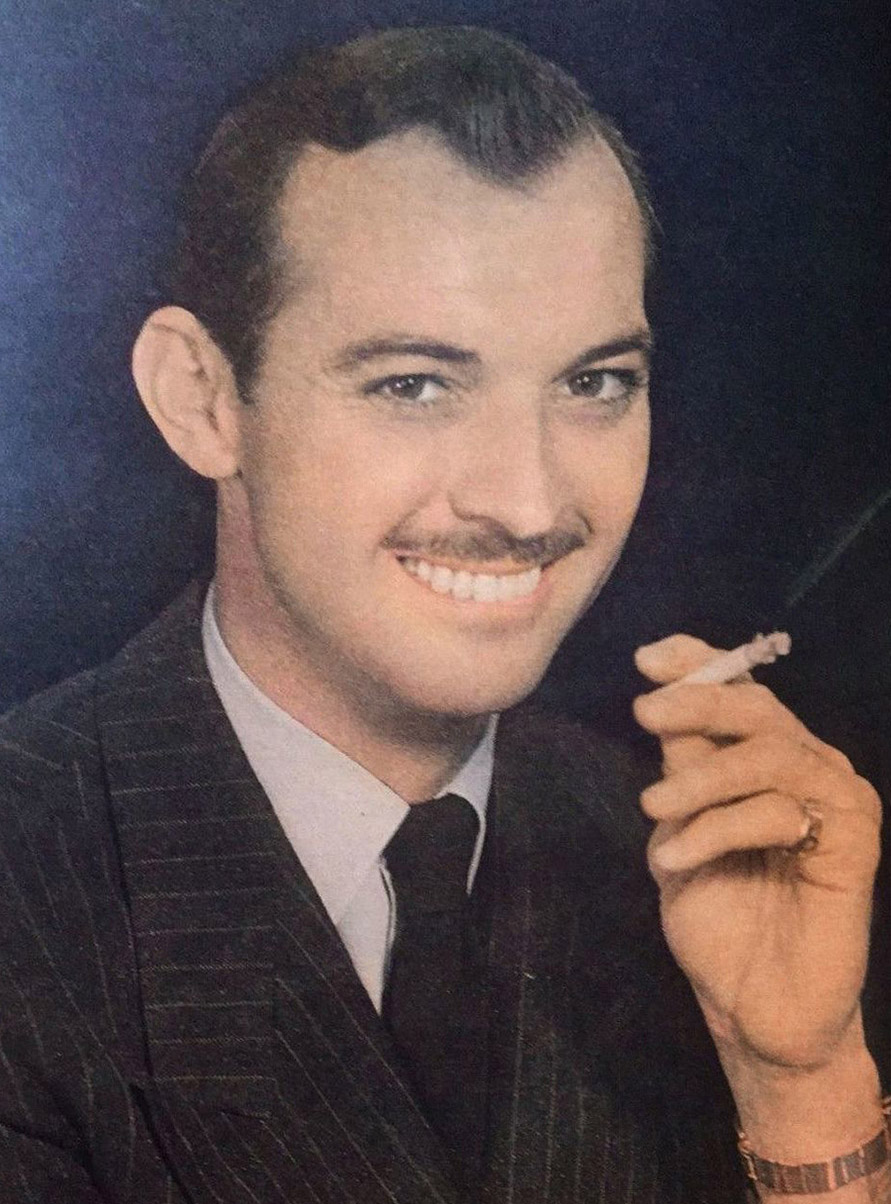
Zachary Scott, 1948.

Zachary Scott, född 21 februari 1914 i Austin, Texas, död 3 oktober 1965 på samma plats, var en amerikansk skådespelare. Han filmdebuterade 1944 i titelrollen i Storsvindlaren Dimitrios och medverkade i nära 70 film och TV-produktioner. Han gjorde sin med tiden kändaste roll nästkommande år i filmen Mildred Pierce – en amerikansk kvinna där han spelade en man som inleder ett förhållande både med en kvinna och hennes dotter. Av helt annan karaktär var rollen i Sydstataren där han spelar en fattig och hårt kämpande bomullsodlare. Scott var mest populär under 1940-talets andra hälft, ofta i roller som "oljiga" eller något mystiska män, men arbetade fortsatt som skådespelare fram till sin död 1965.
Han har blivit tilldelad en stjärna för filminsatser på Hollywood Walk of Fame vid adressen 6349 Hollywood Blvd.

## Filmografi, urval
- 1944 – Storsvindlaren Dimitrios
- 1945 – Mildred Pierce – en amerikansk kvinna
- 1945 – Sydstataren
- 1947 – Otrogen
- 1947 – Storstaden lockar
- 1948 – Pisksnärten
- 1948 – Rovriddaren
- 1949 – Flamingovägen
- 1949 – Söder om S:t Louis
- 1949 – Flaxy Martin
- 1950 – Dålig flicka
- 1950 – Colt .45
- 1951 – Gift dej mamma
- 1957 – Mannen i skuggan